# Blois
Blois (pronuncia: /blwa/) è un comune francese di 46 660 abitanti capoluogo del dipartimento del Loir-et-Cher, nella regione del Centro-Valle della Loira.
I suoi abitanti si chiamano Blésois /bleˈzwa/.

## Storia
Blois entrò nella storia intorno all'anno mille come centro feudale appartenuto ai conti di Champagne e, successivamente, a quelli di Chatillon. L'importanza politica ed economica della contea di Blois si concretizzò nella costruzione del primo ponte sulla Loira, nell'ampliamento della città e del castello, destinato a diventare una tra le dimore nobiliari più importanti di Francia.
Nel 1392 Guido di Chatillon decise di vendere la città al duca Luigi d'Orléans, poi assassinato a Parigi da un complotto borgognone. Relegata a una serena vita di provincia, Blois subì gravi distruzioni durante i bombardamenti del 1940. Anche il prezioso centro storico ne uscì devastato, ma venne accuratamente ricostruito dopo la fine della seconda guerra mondiale.

## Amministrazione

### Cantoni
Prima della riforma del 2014, il territorio comunale della città di Blois era ripartito in cinque cantoni:
- Cantone di Blois-1: comprende parte della città di Blois e i comuni di La Chaussée-Saint-Victor, Saint-Denis-sur-Loire, Villebarou e Villerbon.
- Cantone di Blois-2: comprende parte della città di Blois e i comuni di Cellettes, Chailles e Saint-Gervais-la-Forêt.
- Cantone di Blois-3: comprende parte della città di Blois.
- Cantone di Blois-4: comprende parte della città di Blois.
- Cantone di Blois-5: comprende parte della città di Blois e i comuni di Fossé, Marolles, Saint-Bohaire, Saint-Lubin-en-Vergonnois e Saint-Sulpice-de-Pommeray.

A seguito della riforma approvata con decreto del 21 febbraio 2014, che ha avuto attuazione dopo le elezioni dipartimentali del 2015, il territorio comunale della città di Blois è stato ripartito in tre cantoni:
- Cantone di Blois-1: comprende parte della città di Blois
- Cantone di Blois-2: comprende parte della città di Blois e i comuni di:
  - La Chaussée-Saint-Victor
  - Menars
  - Saint-Denis-sur-Loire
  - Villebarou
  - Villerbon
- Cantone di Blois-3: comprende parte della città di Blois e i comuni di
  - Candé-sur-Beuvron
  - Chailles
  - Chaumont-sur-Loire
  - Feings
  - Fougères-sur-Bièvre
  - Monthou-sur-Bièvre
  - Les Montils
  - Ouchamps
  - Rilly-sur-Loire
  - Sambin
  - Seur
  - Valaire

### Gemellaggi
- Waldshut-Tiengen, dal 1963
- Weimar, dal 1995
- Lewes, dal 1963
- Sighișoara, dal 1995
- Urbino, dal 1999 («protocollo d'amicizia»)
- Huế, dal 2007

## Luoghi d'interesse
Blois è una Ville d'Art et d'Histoire.
- Cattedrale di Blois

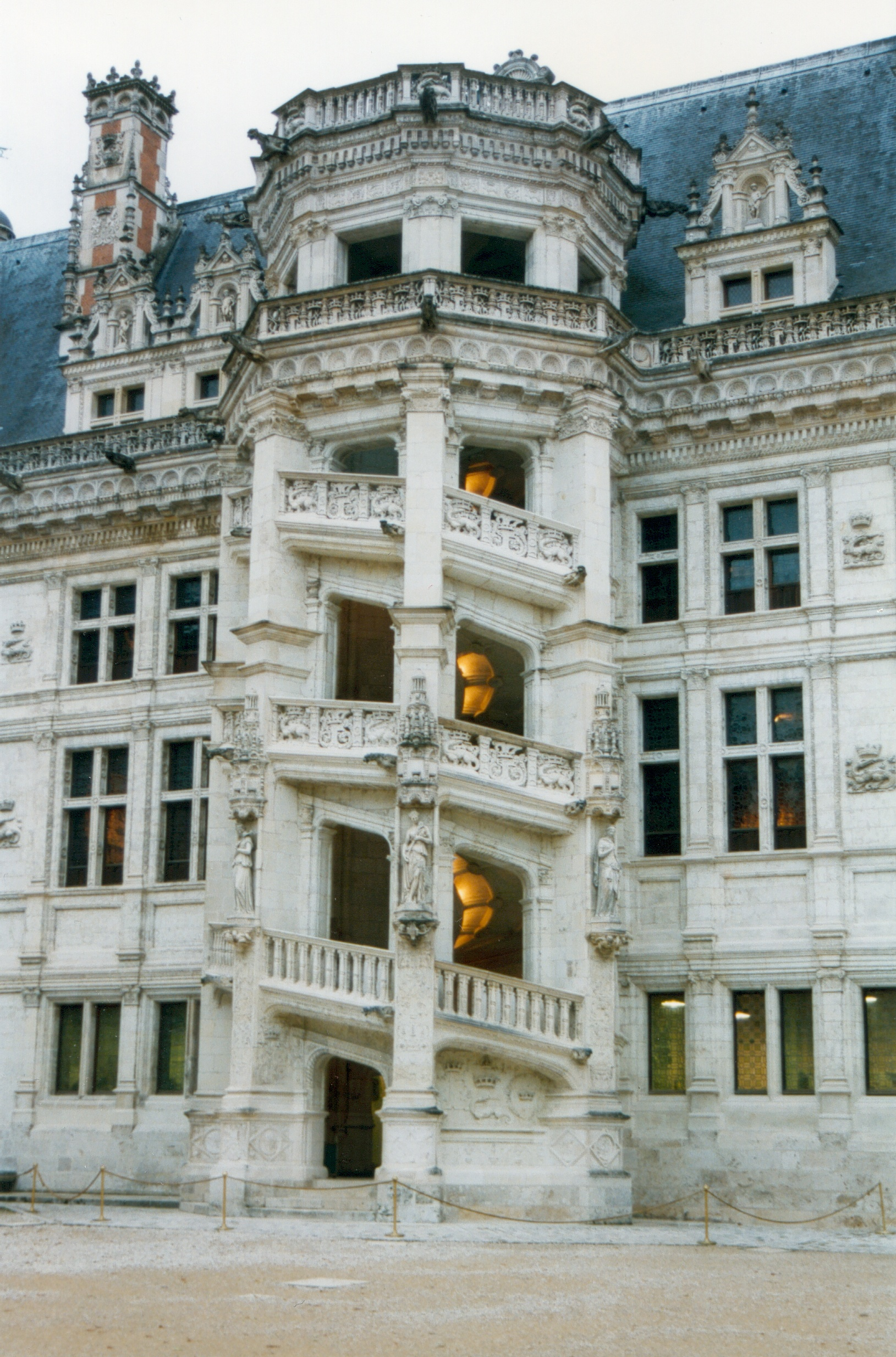
Castello di Blois, scalinata monumentale

- Castello di Blois, residenza reale rinascimentale.

## Società

### Evoluzione demografica
Abitanti censiti